# Фронт за освобождение анклава Кабинда
Фронт за освобождение анклава Кабинда (порт. Frente para a Libertação do Enclave de Cabinda, FLEC), ФЛЕК — военно-политический конгломерат партизанских движений и подпольных организаций в ангольской провинции Кабинда. Добивается отделения Кабинды от Анголы и независимости самопровозглашённого государства. Ведёт вооружённую борьбу против правительства МПЛА.
Тот факт, что ФЛЕК не имеет фундаментальной идеологической основы, ограничивает получение им долгосрочной и значительной поддержки. Отсутствие общей идеологической платформы делает организацию политически неоднородным движением, подверженным постоянным разногласиям и внутренним противоречиям.
В 2007 году вступил в силу закон «Об особом статусе Кабинды», предоставляющий анклаву политическую автономию в сфере финансов, торговли, промышленности и туризма. Представители ФЛЕК получили должности в правительстве Анголы.

## Антиколониальный сепаратизм
ФЛЕК как единый фронт сторонников независимости Кабинды был создан объединением трёх антиколониальных сепаратистских организаций: Движения за освобождение анклава Кабинда, Комитета действия национального союза Кабинды, Национального альянса Майомбе. Решение было принято 14 июля 1963 года в Леопольдвиле, а учредительный съезд состоялся 2—4 августа в Пуэнт-Нуаре. Лидером объединённого движения являлся Луиш Ранке Франке.
ФЛЕК не примыкал ни к одному из общеангольских освободительных движений, поскольку добивался отделения Кабинды. Формально-правовым основанием для такой позиции являлся Симуламбукский договор 1885 года, по условиям которого Португалия предоставила данной территории в лице местной племенной аристократии статус протектората, предполагавший несколько большие права, чем в колониальной Анголе.
Население Кабинды составляют в основном этнические баконго, которые заметно не отличаются по языку и культуре от соплеменников из ангольских северных провинций, однако большинство считает себя отдельным этнокультурным образованием.
Характерно, что ФЛЕК рассматривает Кабинду именно как анклав на конголезской территории, а не как эксклав Анголы.
Во время войны за независимость ФЛЕК осуществлял партизанские действия против португальских колониальных властей.

## Сепаратизм в гражданской войне
В процессе деколонизации Анголы после Португальской революции 1974 ФЛЕК провозгласил независимость Кабинды. Официальный акт состоялся 1 августа 1975 года, более чем за три месяца до провозглашения независимости Анголы. Декларацию зачитал на саммите ОАЕ в Кампале президент Республики Кабинда Луиш Ранке Франке. Сепаратистское временное правительство возглавил Энрике Н’зита Тиагу. В ноябре 1974 г. отряд бойцов из Кабинды под флагом ФЛЕК захватил расположение португальского военного гарнизона, расположенного у озера Масаби, и удерживал его несколько дней. При эвакуации с захваченной базы партизаны забрали с собой пленных португальцев и значительные военные трофеи.
Пришедшее к власти в Луанде социалистическое правительство МПЛА не признало отделения Кабинды. Жёсткая позиция центральных властей в значительной степени определялась экономическим значением провинции — с начала 1970-х в Кабинде интенсивно добывается нефть, причём местные объёмы составляют, по разным оценкам, 60—80 % ангольской нефтедобычи. Самопровозглашённое государство не было признано ни одним правительством в мире. Другие антикоммунистические движения Анголы заняли двойственную позицию. Жонас Савимби (личный друг Тиагу) поддержал ФЛЕК. Холден Роберто отнёсся к кабиндскому сепаратизму скорее негативно, поскольку преследовал цель объединения всех баконго.
В начале 1976 года территорию Кабинды взяли под контроль войска МПЛА, поддержанные кубинским экспедиционным корпусом. Отряды ФЛЕК отступили в сельскую местность и возобновили партизанскую войну.
Ведя вооруженную борьбу, ФЛЕК захватывал военное превосходство на севере и в центре анклава, контролируя к 1980 г. до 75% территории Кабинды. Подконтрольные территории были объявлены так называемыми «освобожденными зонами» – географическими пространствами, где партизаны и поддерживающая их часть населения жили со своими семьями, организовав независимое протогосударство.

## Война в 1990—2000-х
ФЛЕК пережил ряд организационных расколов. Луиш Ранке Франке, Энрике Тиагу, Франсишку Лубота, другие деятели Фронта создавали собственные фракции и организации (при этом «изначальным ФЛЕК» считается структура Ранке Франке). Особое место заняла военная организация. В июне 1979 года учредилось Народное движение за освобождение Кабинды (название целенаправленно перекликалось с таковым МПЛА). В 1988 году из ФЛЕК вышла коммунистическая группа во главе с Кайя Мохамедом Яй, учредившая Коммунистический комитет Кабинды. В 1996 году в Нидерландах учредился Фронт освобождения государства Кабинда. В результате последнего раскола появился Национальный союз за освобождение Кабинды (название сходно с таковым УНИТА). Основными военно-политическими структурами кабиндских сепаратистов являются FLEC-Renovada («ФЛЕК-Обновление») и FLEC-FAC («ФЛЕК-Вооружённые силы Кабинды»).
Военные действия в Кабинде — партизанская борьба, теракты, контртеррористические мероприятия — не прекращались с 1975 года. Наибольшую ожесточённость нападения ФЛЕК и карательные операции правительственной армии приобрели в середине и в конце 1990-х годов. Наряду с нападениями на администраторов и силовиков МПЛА, сепаратисты практиковали похищения португальских граждан. Крупнейшие акции такого рода произошли в мае 2000 года и марте 2001 года — сотрудники португальской строительной компании провели в плену соответственно 3 и 2 месяца.
Периодически сепаратисты Кабинды и правительство в Луанде обменивались заявлениями о готовности к переговорам и политическому урегулирования. Однако такого рода контакты не приводили к результатам.
В октябре — декабре 2002 года командование правительственной армии объявило о военном подавлении сепаратистского движения в Кабинде. Аналогичные заявления неоднократно делались и впоследствии. Правозащитные организации отмечали многочисленные факты военных преступлений. Однако спорадические акции ФЛЕК продолжались.
В августе 2006 года между правительством Анголы и организацией FLEC-Renovada было подписано мирное соглашение. FLEC-FAC не признали этого «обманного сговора» и продолжали вооружённую борьбу. Целенаправленным атакам подвергаются государственные объекты и иностранные фирмы, сотрудничающие с ангольским правительством.

## Нападение на сборную Того по футболу
Наиболее резонансная акция сепаратистов Кабинды произошла 8 января 2010 года. Обстрелу подверглась футбольная сборная Того, направлявшаяся на Кубок африканских наций. Погибли три человека (помощник тренера, пресс-секретарь команды и водитель автобуса), несколько футболистов получили ранения, в том числе двое — тяжёлые.
Ответственность взяла на себя военная организация ФЛЕК. Её лидер Родригеш Мингаш выступил с пояснением:

Атака была направлена не против тоголезских игроков, а против ангольского военного конвоя. Приносим соболезнования африканским семьям и правительству Того. Мы продолжаем борьбу за полное освобождение Кабинды.

Команда Того была отозвана с игр Кубка африканских наций.
Инцидент с тоголезскими футболистами подтолкнул правительство Анголы к активизации военных операций и ужесточению военного контроля в Кабинде. Однако партизанские группы и террористическое подполье ФЛЕК продолжают действовать.

## Продолжение вооружённой борьбы
После гибели Жонаса Савимби, прекращения боевых действий со стороны УНИТА и официального завершения гражданской войны ФЛЕК остаётся единственной организованной силой, ведущей вооружённую борьбу против правительства МПЛА. ФЛЕК жёстко осуждает правящий режим не только за «колониальную оккупацию Кабинды», но и за диктатуру и коррупцию в Анголе. Подготовлен сборник материалов для Международного уголовного суда, содержащий многочисленные факты политического террора, массовых расправ и коррупционных злоупотреблений режима.
Весной 2013 года Энрикеш Тиагу подчеркнул неизменность принципиальной позиции:

Кабинда — не Ангола. Мы не враги ангольцев, мы враги ангольского правительства. Все кабиндцы должны быть заодно в борьбе против ангольского неоколониализма.

В то же время Тиагу выразил готовность к переговорам с ангольскими властями. При этом он высказался за участие в урегулировании Португалии, а также соседних стран — Конго и ДР Конго, президенты которых имеют родственные связи с Кабиндой. В то же время политическая ориентация Дени Сассу-Нгессо и Жозефа Кабилы ограничивает возможности ФЛЕК на конголезских территориях.
В августе 2015 года ФЛЕК обратился с официальным письмом к исполнительному секретарю Содружества португалоязычных стран с просьбой о принятии Кабинды в организацию в качестве Ассоциированного наблюдателя.
В январе–феврале 2019 г. представители фронта выразили протест в связи с задержанием правительственными силами более десятка активистов организации, выступавших в Кабинде с требованием немедленного освобождения 65 сепаратистов, задержанных в начале года.